# Берингове море
Берингове море  (рос. Берингово мо́ре, англ. Bering Sea)— окраїнне море змішаного материково-океанічного типу (глибини менше 500 м займають половину площі) на півночі Тихого океану, розташоване між північно-східними берегами Азії й північно-західними берегами Північної Америки. На півночі з'єднується однойменною протокою з Північним Льодовитим океаном; від Тихого океану відокремлюється Алеутськими та Командорськими островами. Середня глибина — 1640 м, найбільша — 4151 м.
Назване на честь данського морського офіцера Вітуса Беринга, який знаходився на російській військово-морській службі.
Через море проходить з північного сходу на південний захід Міжнародна лінія зміни дат.

## Фізико-географічне положення

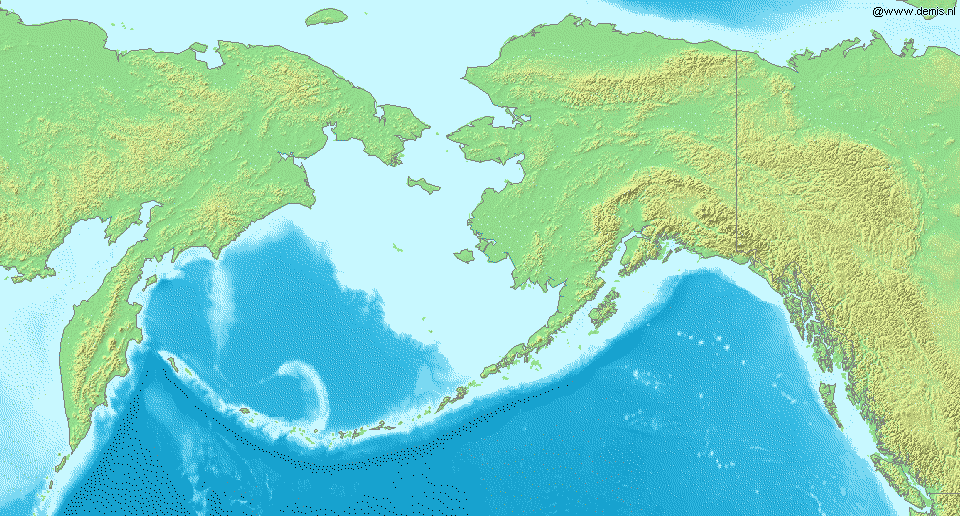
Фізична карта Берингового моря

Берингове море одне з найбільших та найглибших на Землі (найбільше й найглибше море Росії). Площа становить 2,315 млн км², об'єм 2315 тис. км². Берингове море має переважно природні кордони. Північна межа проходить південним краєм Берингової протоки (мис Новосильського — мис Йорк), південна — від мису Хабуч через Алеутський архіпелаг до мису Камчатського. Берингове море лежить в межах 66°30' і 51°22' пн. ш., 162°20' сх. д. і 157° зх. д. Загальний малюнок поверхні моря характеризується звуженням контуру з півдня на північ.

### Межі
Міжнародна гідрографічна організація визначає межі Берингового моря:
- на півночі. Південна межа Чукотського моря (Полярне коло між Сибіром і Аляскою).
- на півдні лінія, що проходить від мису Кабуч (54°48′N 163°21′W) на півострові Аляска, через Алеутські острови до південного крайню Командорських островів і далі до мису Камчатка таким чином, що всі протоки між Аляска і Камчатка входять в Берингове море.

### Протоки
Особливо важливий внесок в становлення природи моря дають протоки, що з'єднують його з Тихим океаном. Сумарна площа їх поперечного перерізу дорівнює приблизно 730 км², а глибини в деяких з них сягають 1000—2000 м, а в Камчатській — 4000, що обумовлює водообмін через них не тільки поверхневих, але й глибинних горизонтів з водами Тихого океану. Площа поперечного перерізу Берингової протоки дорівнює 3,4 км², а глибина всього 42 м, тому арктичні води Чукотського моря практично не впливають на Берингове.

### Острови
За винятком Алеутської острівної дуги на півдні й групи Командорських островів на заході море бідне на острови: великий острів Карагинський на заході, декілька невеликих островів у східній частині: Святого Лаврентія, Святого Матвія, Нельсон, Нунівак, Святого Павла, Святого Георгія.

### Береги
Берегова лінія Берингового моря добре розчленована, утворює безліч заток, бухт, півостровів, мисів і проток. Різні за зовнішньою формою і будовою береги Берингового моря на різних ділянках утворюються різними геоморфологічними структурами. Загалом узбережжя моря відносяться до типу абразійних берегів, але зустрічаються і акумулятивні. Море оточують переважно високі скелясті береги, тільки в середній частині західного і східного узбереж до моря підходять широкі смуги пласкої низинної тундри. Більш вузькі смуги низинного узбережжя знаходяться поблизу гирл невеликих річок у вигляді дельтових наносних рівнин або ж вони облямовують вершини бухт і заток.
У західній частині моря на сході півострова Камчатка від Камчатського рогу до Начикінського рогу узбережжя вирівняне абразійно-акумулятивне: затока Озерна, Укінська губа, Кічігінська затока, затоки Анапка і Корфа. Далі на північ абразійно-акумулятивне бухтове узбережжя Карагинської затоки. Від Ільпінського півострова до миса Наварін і бухти Вугільної зустрічаються переважно коренні скелясті береги фіордового типу. Численні хребти Корякського нагор'я підходять впритул до узбережжя й утворюють фіордоподібні бухти: Мочевна, Глибока, Натальї, Анастасії, Дежнєва, Гавриїла. Зустрічаються лагуни: Опука, Маллен. Узбережжя Анадирської затоки вирівняне абразійно-акумулятивне: лагуни Південна, Кейгинпільгин, Глибока, Тимно; виняток становить ділянка від Анадирського лиману до затоки Хреста з вирівняним абразійним узбережжям. Східне узбережжя Чукотського півострова скелясте з численними фіордоподібними бухтами і протоками: бухта Провидіння, бухта Ткачен, протока Сеняєва, Мечігменська затока, затока Лаврентія.

Супутниковий знімок дельти Юкону, 2017 рік

У східній частині моря на острові Унімак береги абразійно-бухтові (бухта Урілія). Далі на північ узбережжя півострова Аляска, південна частина Бристольської затоки, вирівняне абразійно-акумулятивне. Північна ж частина Брістольської затоки має ерозійно-розчленоване узбережжя з численними довгими бухтами між відрогами гір Аклун: Нушагак, Кулакак, Гогіак, Гудньюс. Затока Кускокуїм, в яку впадає річка Кускокуїм, має ріасові береги. Далі на північ від протоки Етоліна до дельти Юкона узбережжя термоабразійне в антропогенових шарах вічної мерзлоти: бухта Хейзен, бухта Берд, бухта Хупер, бухта Кокечік, бухта Скаммон. На північ від затоки Нортон узбережжя півострова Сьюард має вирівняний акумулятивний характер: бухта Нортон, бухта Головіна, бухта Порт-Кларенс.

## Геологія і рельєф дна
За характером рельєфу дна море поділяється на північно-східну, мілководну, частину (до 200 м) і південно-західну, глибоководну, з глибинами до 4151 м (максимальна). Середня глибина — 1640 м, найбільша — 4151 м на півдні підводного хребта Ширшова. Акваторія Берингового моря займає найпівнічнішу частину Тихого океану, відгороджену від основної, відкритої частини останнього Командорсько-Алеутською дугою, що виникла на початку кайнозою. Від Північного Льодовитого океану відокремлено порогом Берингової протоки, що з'єднує Чукотський і Сьюардський древні масиви і затоплений морем лише у вельми недавній геологічний час. З боку Камчатки і південної Корякії глибоководна частина Берингового моря облямовується лише вельми вузьким шельфом, в той час як уздовж Чукотки і Аляски шельф займає значну площу, що дозволило назвати його «плитою Дежньова». Цей шельф покритий потужним, місцями більше 10 км, осадовим чохлом, тонше на височинах, що відповідають зануренням антиклінорних структур Корякії — височина Наварин, і Аляски — височина Гудньюс, або представляють самостійні ізометричні структури — височина Святого Лаврентія і Нунівак з однойменними островами.
Височини розділені западинами — Анадирською і Наварин із західного боку, Нортон, Бетел, Бристоль — зі східного. Їх заповнення почалося наприкінці крейди і палеогену з накопичення континентальних відкладень і тривало накопичення морських опадів. Уздовж кордону північно-східного шельфу і глибоководної Алеутської улоговини через острови Прибилова прямує офіолітовий пояс, що з'єднує офіолітові пояса Корякії і Аляски. Він відповідає зовнішній крейдяній, невулканічній дузі, в тилу якої розташовані переддугові прогини Наварин і Святого Георгія з потужністю опадів більше 10 км. Ці прогини відокремлюють дугу островів Прибилова від східного продовження Охотсько-Чукотського вулканічного поясу. Перед фронтом дуги Прибилова простягається засипаний опадами глибоководний жолоб, пов'язаний із зоною субдукції, що функціонувала до початку кайнозою, тобто до утворення Алеутської дуги. Аналогічні «історичні» глибоководні жолоби, що розвивалися і в палеогені, відомі вздовж північної Камчатки і південній Корякії.
Глибоководна частина Берингового моря підводними хребтами Ширшова та Бауерса підрозділяється на три улоговини, глибина яких сягає 3,7—4,0 км; всі вони мають у підмурівку кору океанського типу. Найбільша з них — Алеутська улоговина, що займає східну половину глибоководної акваторії. Потужність опадів становить 4 км в центральній частині улоговини, збільшуючись до її бортів. У межах улоговини виявлена система лінійних магнітних аномалій меридіонального простягання, спочатку датованих як М13 (беріас-валанжин) на сході до М1 (Барр) на заході поблизу хребта Ширшова. Це дало підставу вважати, що ложе Алеутської улоговини представляє релікт літосферної плити Кула, що колись займала північ Тихого океану, але потім в своїй більшій частині разом зі спрединговим хребтом, що відокремлював її від Тихоокеанської плити, була поглинена в Алеутській зоні субдукції за часів тріасу.
Новітні дослідження показали, що хоча Алеутська улоговина могла спочатку підстилатися докайнозойською корою плити Кула, в еоцені вона зазнала процесів розтягування, які створили височину Вітус і носили задуговий характер по відношенню до Алеутської дуги, що виникла на той час. Тоді ж Алеутська улоговина могла бути пересічена субширотними розломами, ймовірно, що продовжують великі аляскинські зрушення. До південного закінчення хребта Ширшова близько примикає північно-західне закінчення іншого підводного хребта Берингового моря — хребта Бауерса, що утворює круто опуклу на північний схід дугу і супроводжуваний з цього боку засипаним опадами жолобом. Цей хребет відділяє від Алеутської улоговини улоговину Бауерса, обмежену на південному заході західним сегментом Алеутської дуги. Потужність опадів трохи вище, ніж у Командорській улоговині, а тепловий потік трохи нижче, що може свідчити про більш ранній вік. За своїм походженням це, швидше за все, тильнодуговий басейн. Командорсько-Алеутська острівна дуга, що відокремлює Берингове море від Тихого океану, простягається від півострова Камчатка до півострова Аляска на відстань ~ 2000 км із загальною опуклістю на південь і на всьому цьому протязі супроводжується глибоководним жолобом. Закладення дуги належить до палеоцену, а її активний розвиток почалося в еоцені. Про енсиматичне походження дуги свідчить склад ксенолітов, але в Командорській ланці у верхньопалеогенових конгломератах присутня екзотична галька сіалічних порід. Склад вулканитів загалом змінюється від толе-базальтових до вапняно-лужних, але в деталях історія розвитку дуги досить складна і вона складалася по-різному в різних її сегментах, розділених поперечними розломами. Особливо відрізняється від інших сегментів найзахідніший, Командорський сегмент, позбавлений проявів сучасного вулканізму. Після зміни напрямку зміщення Тихоокеанської плити, що настав в середньому еоцені, Командорська ділянка стала розвиватися в умовах зміщення, з обмеженням з обох сторін зрушеннями, що, очевидно, і пояснює припинення активного вулканізму.
Береги, острови і дно Берингового моря характеризуються значним вулканізмом.

## Клімат
Основі риси клімату Берингового моря визначаються його географічним положенням і розмірами. Воно майже повністю знаходиться в субарктичній кліматичній зоні, і тільки його частина північніше 64° паралелі належить до арктичної кліматичної зони, а частина південніше 55° широти належить до помірного кліматичного поясу. Влітку переважають помірні повітряні маси, взимку — полярні. На північ від 55—56° північної широти, особливо в прибережних районах, помітно виражені риси континентальності. Південніше 55—56° північної широти клімат м'який, типово морський: невеликі добові і річні амплітуди температури повітря, велика хмарність, велика кількість опадів. Відносно тепла зима з нестійкою штормовою погодою, відносно прохолодне літо. Внаслідок сильнішого вихолоджування і меншого прогріву прилеглої до моря частини азійського континенту, ніж американського, західні райони моря холодніше за східні.
Протягом року над Беринговим морем постійно діють Полярний і Гонолульский максимуми, положення і інтенсивність яких непостійні від сезону до сезону, відповідно й вплив на погоду. Відчувається вплив і сезонних баричних утворень: Алеутського мінімуму, Сибірського максимуму, Азійської та Ніжньоамериканської депресій. Складна взаємодія цих атмосферних утворень зумовлює сезонні особливості погоди над Беринговим морем: зима м'яка на півдні і холодна на півночі, прохолодне похмуре літо.

### Зима
Узимку Берингове море знаходиться під впливом Алеутського баричного мінімуму, а також Полярного максимуму і Якутського відрогу Сибірського антициклону. Іноді відчувається вплив Гонолульского максимуму, який в цю пору року займає своє крайнє південно-східне положення. У цю пору року над морем спостерігаються вітри майже всіх напрямків, однак переважно північно-західні, північні і північно-східні вітри (сумарна повторюваність 50—70 %). Тільки в східній частині моря південніше 50° пн. ш. досить часто (30—50 %) спостерігаються південні і південно-західні вітри, а місцями і південно-східні. Швидкість вітрів вздовж берегів у середньому дорівнює 6—8 м/с, а у відкритих районах змінюється від 6 до 12 м/с, зростаючи з півночі на південь.
Вітри північних, західних і східних румбів несуть з Північного Льодовитого океану холодне морське арктичне повітря, а з азійського і американського материків холодне і сухе континентальне полярне і континентальне арктичне повітря. З вітрами південних румбів сюди приходить морське полярне і морське тропічне повітря. Над морем переважно взаємодіють маси континентального арктичного і морського полярного повітря, на стику яких утворюється арктичний атмосферний фронт. Арктичний атмосферний фронт розташовується північніше Алеутських островів загалом з південного заходу на північний схід. Тут утворюються циклони, що рухаються з південного заходу на північний схід і посилюють північні вітри на заході, ослаблюють на сході акваторії моря. Великі градієнти тиску між Алеутським мінімумом і Якутським відрогом Сибірського антициклону викликають сильні штормові вітри в західній частині моря (30-40 м/с). Шторми тривають близько доби, іноді з деяким ослабленням швидкості вітру тривають 7-9 діб. Число днів зі штормами в холодну пору року — від 5 до 20 на місяць.
Загалом середньодобові температури повітря взимку знижуються з півдня на північ. Середньомісячна температура найхолодніших місяців (січня і лютого) дорівнює у південно-західній і південній частинах моря — +1…-4 °C; у північних і північно-східних районах — −15…-20 °C. Поблизу узбережжя Аляски температура повітря може знижуватись до −40…-48 °C. У відкритому морі температура повітря значно вище і нижче −24 °C не знижується.

### Літо
У теплу пору року починається перебудова атмосферних баричних систем. Навесні зменшується інтенсивність Алеутського мінімуму, влітку він вже виражений досить слабо. Зникає Якутський відріг Сибірського антициклону, Полярний максимум зміщується на північ, а Гонолульский антициклон переміщується в своє крайнє північно-західне положення. У теплий сезон переважають південно-західні, південні і південно-східні вітри (повторюваність 30—60 %). Зменшуються градієнти атмосферного тиску над морем. Швидкість вітрів на заході відкритого моря становить 4—5 м/с, на сході — 4—7 м/с. Поблизу берегів швидкість вітру значно менше. Влітку арктичний атмосферний фронт, що породжує циклони, розташовується південніше Алеутських островів. У теплу пору року повторюваність штормів і швидкостей вітру менша, ніж взимку. У південну частину моря з червня по жовтень проникають тропічні циклони (тайфуни), що викликають сильні шторми з ураганними вітрами. Спостерігаються не більше одного разу на місяць, тривалість становить декілька днів.
Загалом температура повітря влітку знижується з півдня на північ, вона трохи вища в східній частині моря, ніж у західній. Середньомісячна температура повітря найтепліших місяців (липня і серпня) в межах моря +4…+13 °C. Поблизу берегів вона вища, ніж у відкритому морі.

## Гідрологія

### Температура води

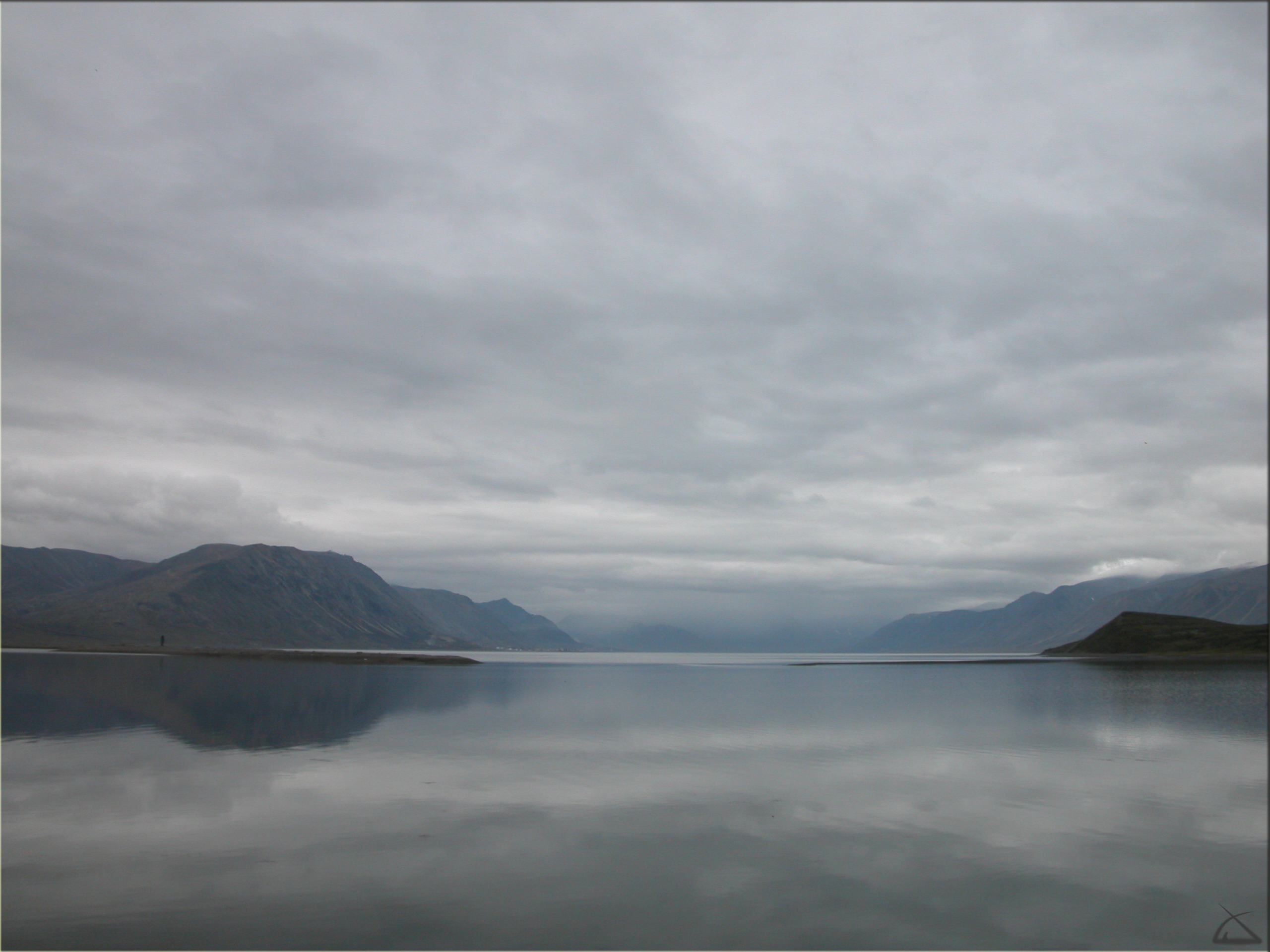
Анадирська затока

Загалом температура води підвищується з півночі на південь, із заходу на схід. Взимку температура поверхневих вод поблизу Аляски 1-3 °C, поблизу Камчатки 2—3 °C, на півночі 0…-1,5 °C. Весняне прогрівання вод незначне. Влітку температура поверхневих вод: на західному півдні дорівнює 9—11 °C, на східному півдні 8—10 °C, на північному заході 4—8 °C і 4—6 °C на північному сході. Мілководні частини моря (Анадирська затока) прогріваються дещо більше.
Вертикальний розподіл температури вод у відкритій частині моря характеризується сезонною зміною до горизонту 300 м, глибше якого вони відсутні. Взимку поверхнева температура 2 °C поширюється до горизонтів 150 м, глибше яких вона підвищується до 3,5 °C на горизонтах 200—250 м, глибше температура залишається стабільною. Весняний прогрів підвищує температуру води на поверхні до 3,8 °C, до горизонтів 40—50 м, від яких вона спочатку (до горизонтів 75—80 м) різко, а потім (до 150 м) дуже плавно знижується з глибиною, далі (до 200 м) температура підвищується. Влітку температура поверхневих вод сягає 7—8 °C, але вона дуже різко (до +2,5 °C) знижується з глибиною до горизонту 50 м, звідки її вертикальний хід подібний весняному. Осіннє охолодження знижує поверхневу температуру води. Однак загальний характер її розподілу на початку сезону нагадує весну і літо. Загалом температурі води у відкритій частині моря властиві відносна однорідність просторового розподілу в поверхневих і глибинних шарах і порівняно невеликі амплітуди сезонних коливань лише до горизонтів 200—300 м.

### Солоність
Солоність поверхневих мас Берингова моря коливається від 33,0—33,5 ‰ на півдні до 31,0 ‰ на сході та 28,6 ‰ в Беринговій протоці. Значне опріснення вод відбувається навесні та влітку в районах припливу річок Анадир, Юкон та Кускоквім. Значний перенос водних мас морськими течіями вздовж узбереж обмежує вплив материкових вод на глибинні райони моря. Вертикальний розподіл солоності не коливається в залежності від сезонів: від поверхні до горизонту 100—125 м — 33,2—33,3 ‰; до 200—250 м трохи підвищується до 34 ‰; глибше вона постійна цілий рік — 34,2—34,6 ‰.

### Водні маси
Водні маси Берингова моря має субарктичну структуру — холодний проміжний шар та теплий шар під ним влітку. Лише поблизу Алеутських островів проміжні шари відсутні. Глибоководна частина моря влітку чітко розділяється на 4 шари:
- Поверхневий шар влітку найбільш прогрітий шар до глибини 25—55 м з температурою від 10 °C на поверхні до 4 °C на глибині термокліну. Солоність 33,0 ‰. Найбільшої товщини він сягає у відкритій частині моря.
- Холодний проміжний шар генетично утворюється від зимової конвекції та прогрівання верхнього шару води влітку. Має незначну товщу на південному-сході і збільшується до 200 м поблизу західних узбереж. Для шару характерний мінімум температури на глибинах 150—170 м: 2,5—3,5 °C в східній частині, 2 °C в районі Корякського узбережжя, 1 °C поблизу Карагінської затоки. Солоність 33,2—33,5 ‰. У теплі роки на півдні Берингова моря цей шар влітку відсутній.
- Теплий проміжний шар — це трансформовані тихоокеанські води на глибинах від 150—250 м. Максимум температури коливається 3,4—3,5 до 3,7—3,9 °C. Глибина центральної частини даного шару залягає на глибині 200 м на півдні, 300 м — в центральній частині, 300—400 на півночі та заході. Нижній кордон шару залягає на глибинах 650—890 м.
- Глибинний шар займає найбільший об'єм. Температура змінюється від 3 °C на верхній межі до 1,5 °C у дна. Солоність 34,3—34,8 ‰.

Внаслідок осінньо-зимового охолодження, річного прогрівання і перемішування в Беринговому морі найбільш сильно трансформується поверхнева водна маса й холодний проміжний шар. Тихоокеанські води (проміжні шари) змінюють свої характеристики протягом року дуже незначно і тільки в тонкому верхньому шарі. Глибинні води своїх характеристик протягом року помітно не змінюють.

### Конвекція
У Беринговому морі відбувається невеликий хід щільності вод і порівняно слабка вертикальна стратифікація. У поєднанні з сильними вітрами це створює сприятливі умови для вітрового перемішування. У холодний сезон перемішування охоплює верхні шари до горизонтів 100—125 м, в теплу пору року, коли води розшаровані більш різко, а вітри слабкіші, ніж восени і взимку, вітрове перемішування проникає до горизонтів 75—100 м (до 50—60 м в прибережних районах).
Значне вихолоджування вод та інтенсивне льодоутворення сприяють доброму розвитку осінньо-зимової конвекції в морі. Конвекція жовтня-листопада захоплює поверхневий шар 35-50 м і продовжує проникати глибше; при цьому відбувається віддача тепла в атмосферу. Температура всього захопленого конвекцією шару в цю пору року знижується на 0,08-0,10 °C на добу. В подальшому, внаслідок зменшення різниці температури води, повітря, збільшення товщини шару конвекції, температура води падає повільніше. У грудні-січні в Беринговому морі утворюється абсолютно однорідний, охолоджений у відкритому морі до 2,5 °C поверхневий шар до глибин 120—180 м, температура всього захопленого конвекцією шару знижується на добу на 0,04-0,06 °C. Кордон проникнення зимової конвекції поглиблюється при наближенні до берегів, внаслідок посиленого охолодження поблизу материкового схилу і мілини. У південно-західній частині моря це зниження особливо велике, і відбувається масивне занурення холодних вод уздовж берегового схилу. Внаслідок низької температури повітря північно-західного району та невеликих глибин, зимова конвекція розвивається тут досить інтенсивно і вже в січні доходить до самого дна.
На південь до алеутських проток розшарування вод зменшується і води переходять в тихоокеанські. На мілинах узбереж з'являються місцеві води. У деяких регіонах влітку характерні холодні плями придонної води з температурами −0,5…3,0 °C, які утворюються внаслідок діяльності водних вихорів.

### Морські течії
Загальна картина морських течій в Беринговому морі утворюється внаслідок складної взаємодії вітрів, притока тихоокеанської води крізь алеутські протоки, припливів та інших факторів. Переважна маса тихоокеанських вод дістається моря протокою Ближньою, спочатку направляється на схід, потім завертає на північ. На широті 55° пн. ш. ці води зливаються з водами протоки Амчітка й формують головний потік центральної частини моря, що прямує на північний захід до азійських берегів. Цей потік підтримує циклонічний колообіг глибоководної частини моря та менший антициклонічний. Центральний потік поблизу узбережжя Камчатки повертає на південь знову в океан через Камчатську протоку. Тихоокеанські води через східні алеутські протоки перетинають центральну котловину й прямують на північ-північ-захід, де на широті 60° паралелі розділяються на 2 потоки: північно-західний в Анадирську затоку та Берингову затоку, північно-східний в затоку Нортон та Берингову затоку. Швидкість постійних течій в морі незначні (10 см/с, та 6 см/с у відкритому морі), найбільші значення (до 25—51 см/с) вони приймають в районах проливів, а найменші в зоні центрального циклонічного колообігу.

### Припливи і хвилювання
Припливи Берингова моря зумовлені поширенням припливної хвилі з відкритої акваторії Тихого океану. Арктичний приплив майже не має впливу. На північ від острова Святого Лаврентія розташовується область злиття тихоокеанської і арктичної припливних хвиль. У Беринговому морі спостерігається кілька типів припливів. У алеутських протоках припливи мають неправильний добовий і півдобовий характер. Поблизу узбережжя Камчатки протягом проміжних фаз Місяця приплив переходить від півдобового до добового, а при великих схиленнях Місяця стає майже чисто добовим, при малих — півдобовим. У Коряцького узбережжя, від Олюторскої затоки до гирла річки Анадир характер припливу неправильний півдобовий, а біля берегів Чукотки він приймає характер правильного півдобового. У районі бухти Провидіння приплив знову переходить в неправильний півдобовий. У східній частині моря, від мису Принца Уельського до мису Ном припливи мають як правильний, так і неправильний півдобовий характер. На південь від гирла Юкона приплив стає неправильним півдобовим. Припливні течії у відкритому морі мають обертовий характер, швидкість їх дорівнює 15-60 см/с. Поблизу берегів і в протоках припливні течії реверсивні і їх швидкість доходить до 1-2 см/с.
Циклонічна діяльність, що розвивається над Беринговим морем, обумовлює виникнення дуже сильних і тривалих штормів. Особливо сильне хвилювання розвивається в зимовий час — з листопада по травень. У цю пору року північна частина моря вкривається льодом, тому найбільш сильне хвилювання спостерігається в південній частині. У травні повторюваність хвилювання більше 5 балів досягає 20-30 %, а в північній частині моря воно відсутнє. У серпні у зв'язку з переважанням південно-західних вітрів хвилювання в брижі понад 5 балів досягає найбільшого розвитку в східній половині моря, де повторюваність такого хвилювання доходить до 20 %. Восени в південно-східній частині моря повторюваність сильного хвилювання зростає до 40 %. При тривалих вітрах середньої сили і значному розгоні хвиль їх висота досягає 6,8 м, при вітрі в 20—30 м/с і більше — 10 м (в окремих випадках 12—14 м). Періоди штормових хвиль становлять 9—11 с, а при помірному хвилюванні — 5—7 с. Крім вітрового хвилювання, в Беринговому морі спостерігаються брижі, найбільша повторюваність яких (40 %) припадає на осінь. У прибережній зоні характер і параметри хвиль дуже різняться в залежності від фізико-географічних умов району.

### Льодовий режим

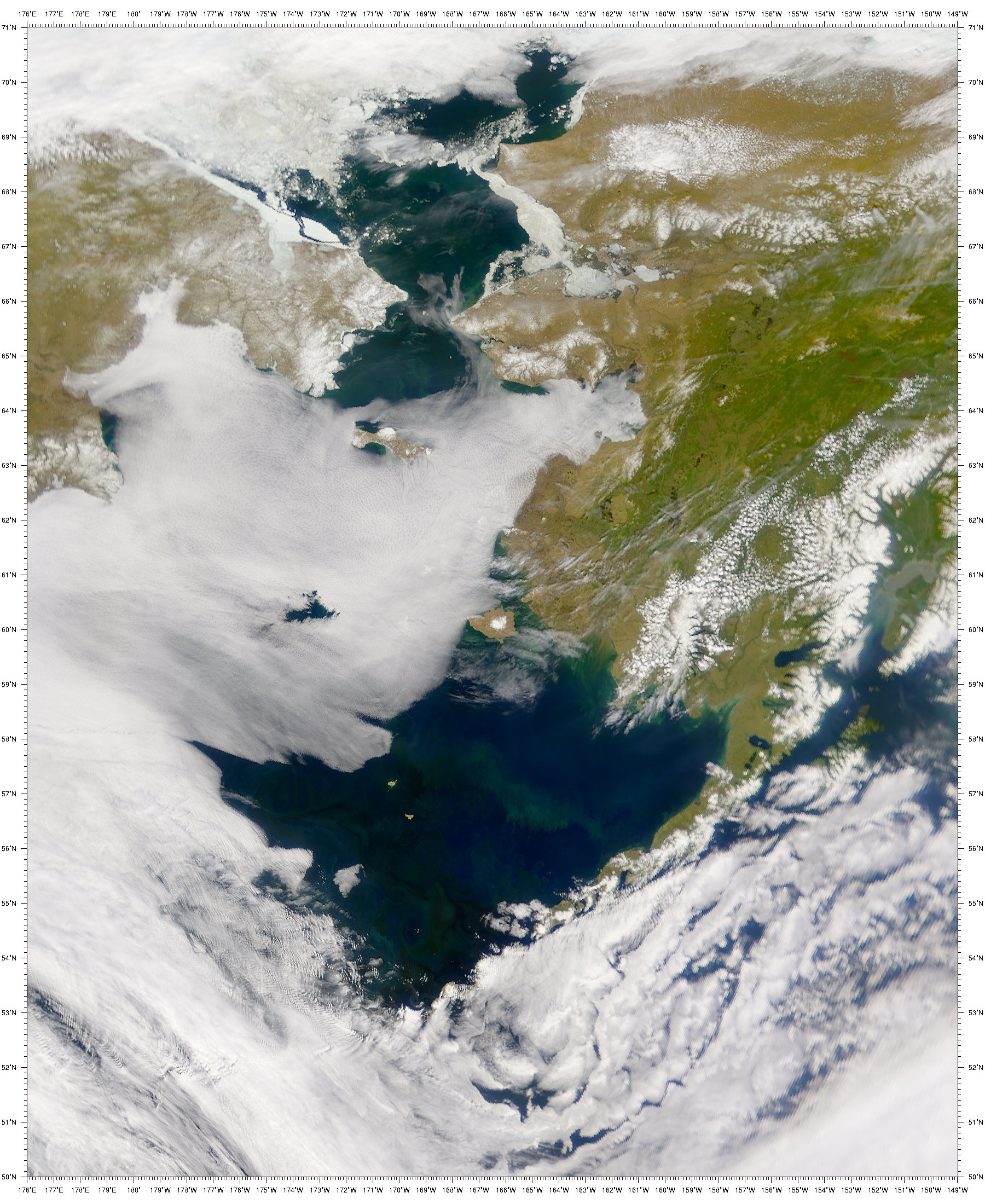
Льодовий режим моря в червні 2001 року. Коли на північному заході поблизу узбережжя ще не скресла крига, на південному сході вже масово розвивається фітопланктон

Значна протяжність Берингова моря з півночі на південь (понад 1600 км) зумовлює різкі кліматичні відміни його північної та південної частин. Північна частина протягом 9 — 10 місяців вкрита кригою і з жовтня до липня без криголамів для навігації недоступна; південна частина вільна від криги цілий рік. Більшу частину року значна частина поверхні моря вкрита морським льодом місцевого походження. Незначну частину криги в північну частину моря (до острова Святого Лаврентія) приносить вітрами та течією з Арктики.
Льодовий режим північної та південної частин моря значно відрізняється. Приблизним кордоном слугує край морського льоду в квітні — від Бристольської затоки до островів Прибилова, далі на захід 58° пн. ш., далі на південь до Командорських островів й уздовж камчатського узбережжя. Південніше цієї лінії море не замерзає цілий рік, бо теплі тихоокеанські водні маси через алеутські протоки відганяють кригу на північ. Льодоутворення на морі починається в північно-західній акваторії в жовтні, після чого крига поступово поширюється на південь. У Беринговій протоці крига з'являється ще в вересні, а взимку протока переповнена битими крижинами, що дрейфують на північ. В Анадирській затоці та затоці Нортон крига з'являється вже у вересні, в листопаді — поблизу мису Наварін й далі до мису Олюторський. Плаваючі крижини поблизу Камчатки та Командорських островів з'являються в грудні. Взимку частина моря північніше 60° паралелі заповнюється кригою товщиною до 6 м. Навіть під час найбільшого льодоутворення центральна частина моря залишається вільною від криги. Крига у відкритій частині моря повсякчас піддається впливу течій, вітрів та хвилювання, часто відбуваються сильні стиснення і утворення торосів (до 20 м). Стиснення та розрідження криги викликають також припливи, які призводять до утворення пролизин та ополонок. У квітні кордон морського льоду поширюється якнайдалі на південь, а в травні починається процес поступового його танення. В липні-серпні море під впливом добових температур і дією вітрів повністю очищується від криги, яку можна зустріти в цей час лише в Беринговій протоці.
Недвижима крига в бухтах та затоках під час штормів може бути зламана й винесена до відкритого моря. Північно-тихоокеанська течія в східній частині моря виносить кригу до Чукотського моря через Берингову протоку. Річковий стік у затоках та бухтах спричинює опріснення вод і покращує льодоутворення. Нагонні вітри інколи забивають затоки й протоки важкою кригою з відкритого моря. Згонні вітри, навпаки, розчищають узбережжя від морського льоду.

## Гідрохімія
Особливості гідрохімічних умов моря багато в чому визначаються його тісним зв'язком з Тихим океаном через алеутські протоки і особливостями гідрологічних та біологічних процесів в самому морі. Внаслідок великого припливу тихоокеанських вод сольовий склад вод Берингова моря практично не відрізняється від океанського.
Кількість і розподіл розчиненого кисню і біогенних речовин неоднаковий по сезонах і в різних ділянках акваторії. У цілому вода моря багата на кисень. Взимку його розподіл характеризується однорідністю: в мілководній частині моря вміст в середньому дорівнює 8,0 мл/л від самої поверхні до дна. Приблизно такий же вміст кисню відзначається і в глибших шарах, до горизонтів 200 м. У теплу пору року розподіл кисню в різних місцях сильно коливається. У зв'язку з підвищенням температури води і розвитком фітопланктону кількість розчиненого кисню зменшується у верхніх горизонтах (20-30 м) і дорівнює приблизно 6,7-7,6 мл/л. Поблизу материкового схилу відзначається деяке збільшення вмісту кисню в поверхневому шарі. Для вертикального розподілу характерне найбільше скупчення в поверхневій воді і найменше в середніх шарах. У підповерхневій воді кількість кисню перехідне, тобто зменшується з глибиною, а в глибинній воді воно збільшується до дна. Сезонні зміни вмісту кисню простежуються до 800—1000 м біля материкового схилу, до 600—800 м на периферіях циклонічних зон і до 500 м в центральних частинах цих зон.
Для Берингова моря характерна висока концентрація біогенних речовин у верхньому шарі морської води, а розвиток фітопланктону не зводить їх кількість до мінімуму. Розподіл фосфатів взимку досить рівномірний, кількість в поверхневих шарах в цей час в різних частинах моря змінюється в межах від 58 до 72 мкг/л. Влітку найменша кількість фосфатів відзначається в найбільш продуктивних районах моря: Анадирській і Олюторській затоках, в Беринговій та східній частині Камчатської протоки. Для вертикального розподілу фосфатів характерним є найменший вміст в фотосинтетичному шарі, різке збільшення їх концентрації в підповерхневій воді, максимальна кількість в проміжній воді і невелике зменшення до дна.
Розподіл нітритів у верхніх шарах взимку досить однорідний по всьому морю: 0,2-0,4 мкг/л N у мілководних і 0,8-1,7 мкг/л N у глибоких районах. Влітку розподіл нітритів досить сильно коливається в різних частинах акваторії моря. Для вертикального ходу вмісту нітритів характерним є досить одноманітний вміст у верхніх шарах взимку. Влітку спостерігаються два максимуми: один в шарі стрибка щільності, другий — біля дна. У деяких районах відзначається лише придонний максимум.

## Історія

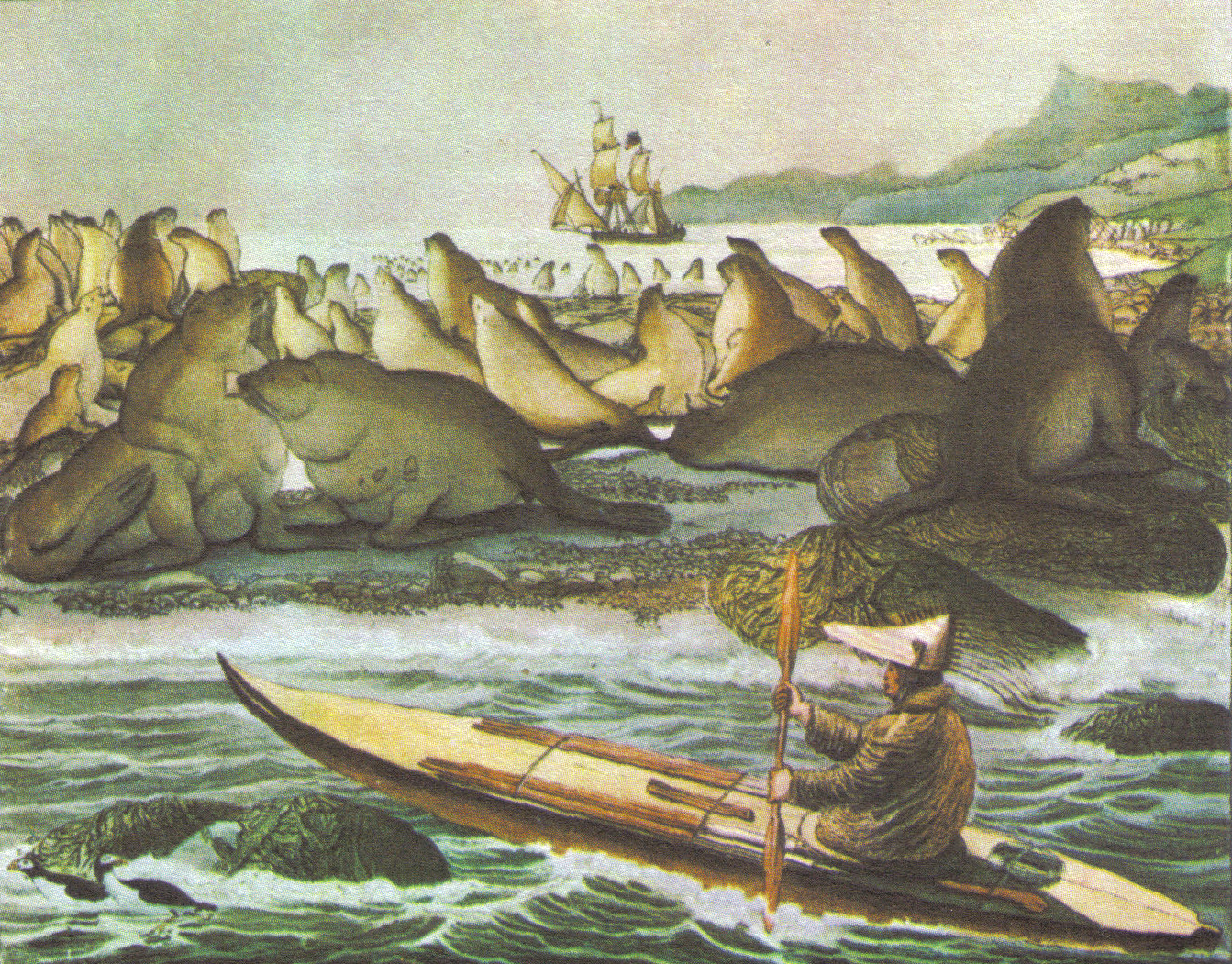
Руський корабель «Рюрик» кинув якір поблизу острова Святого Павла. Чоріс Луїс, 1817 рік

Більшість учених вважає, що за часів останнього льодовикового періоду рівень моря був доволі низьким, що давало змогу людині й тваринам мігрувати пішки з Азії до Північної Америки через нинішню Берингову протоку. Зазвичай цей суходіл зветься «Берингія» і вважається першою сходинкою в процесі заселення людиною Америки.

## Біологія

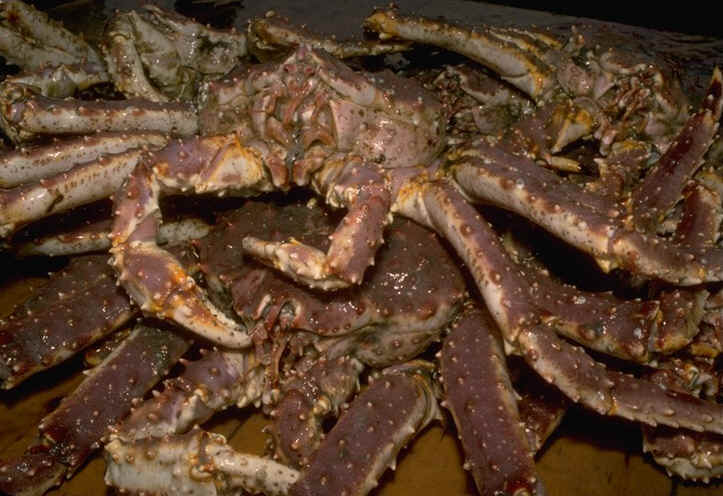
Краб камчатський

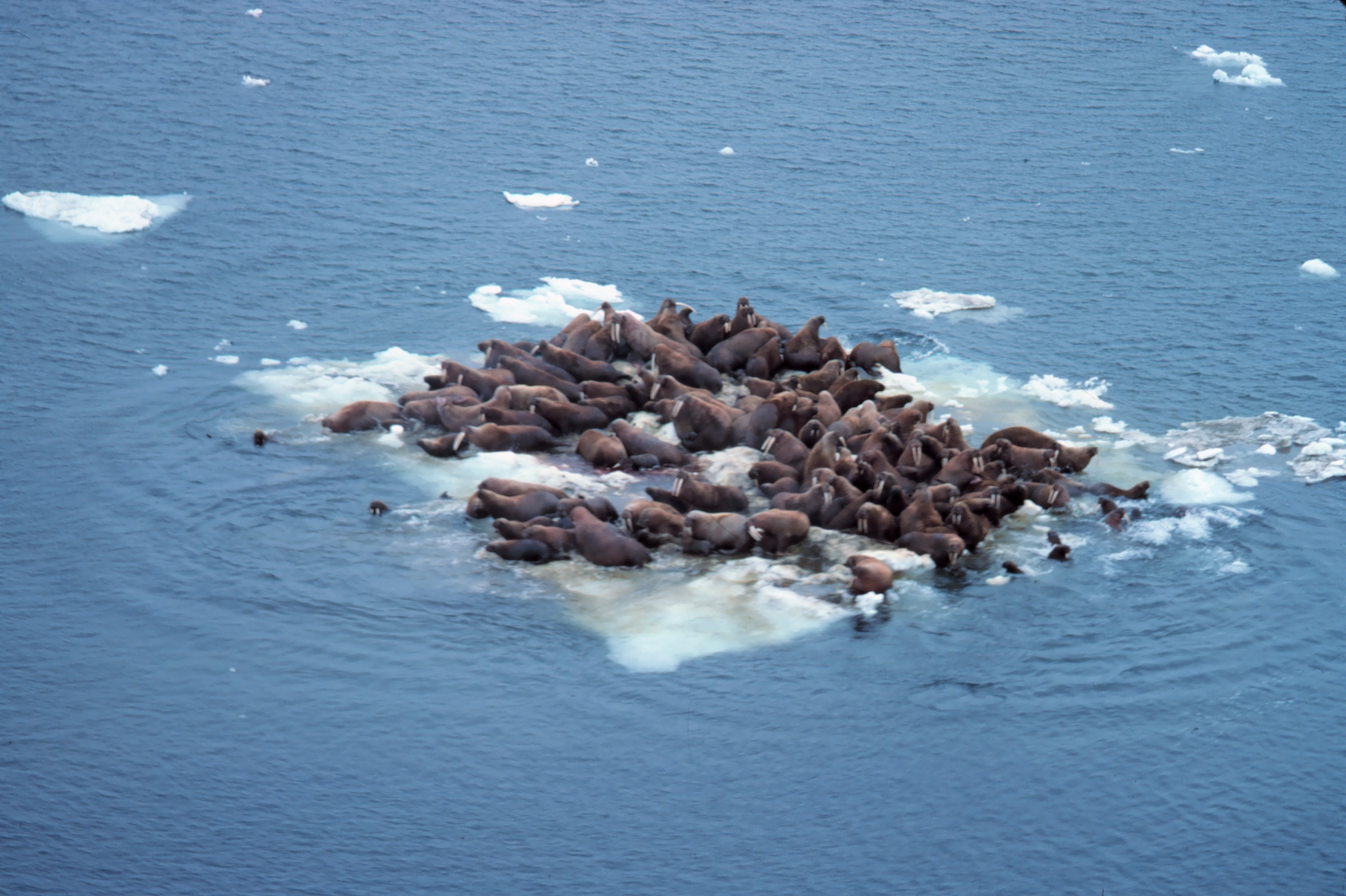
Моржі на крижині. Аляска, 1978 рік

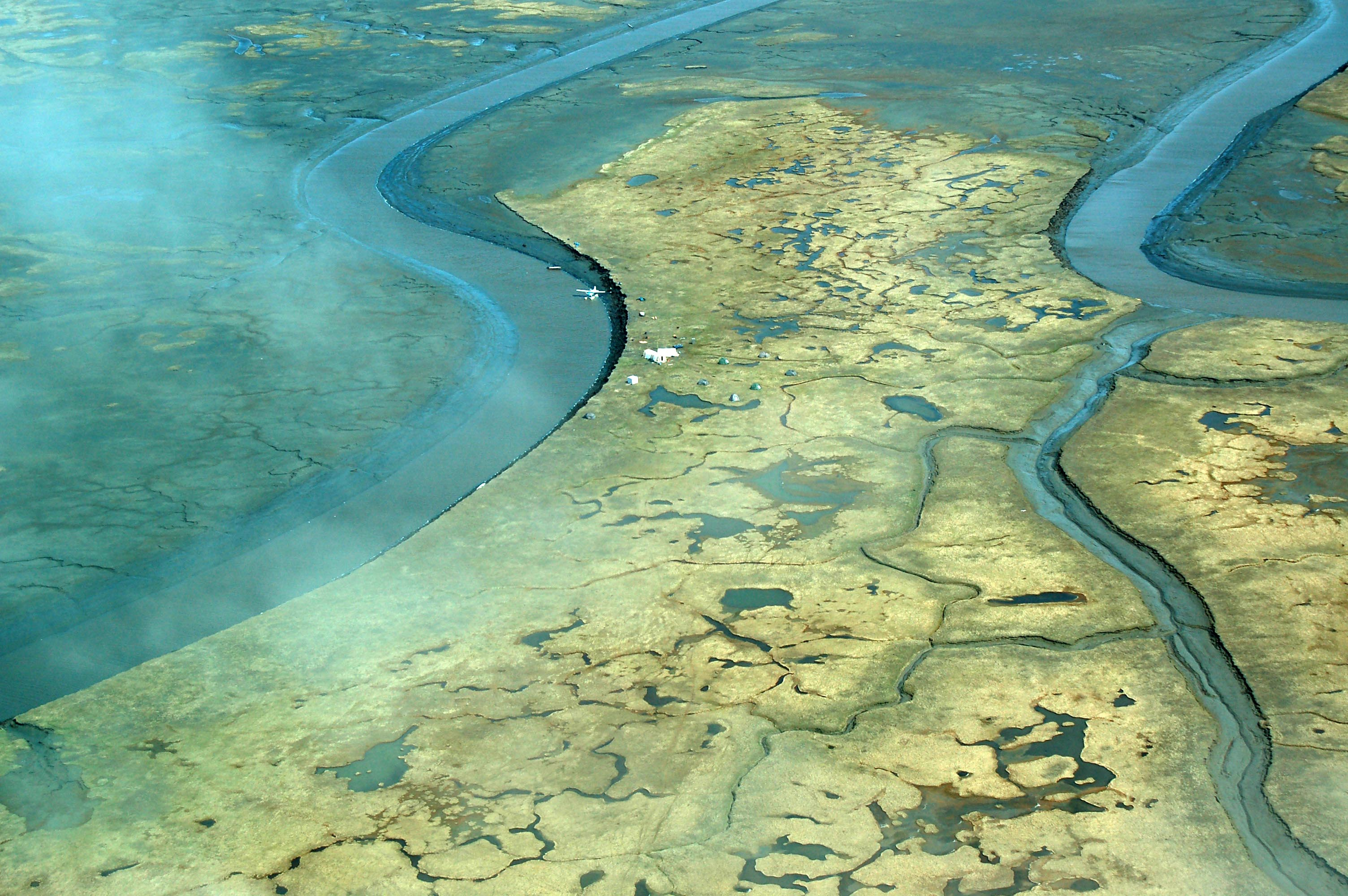
Пташиний базар Тутакоке на узбережжі Берингова моря, Аляска

Акваторія моря поділяється на 3 екорегіони: Східне Берингове море арктичної морської зоогеографічної провінції, камчатський шельф і шельф Алеутських островів бореальної північнотихоокеанської. У зоогеографічному відношенні донна фауна континентального шельфу й острівних мілин до глибини 200 м північної частини належить до арктичної циркумполярної області арктичної зони, а південної — до пацифічної області бореальної зони.
Берингове море багате на морського звіра (кити, морські котики, тюлені, моржі) і промислову рибу (кета, кижуч, горбуша, чавича, оселедці, тріска).

## Господарське використання
Берингове море досить інтенсивно експлуатується у двох головних напрямах:
- морська риболовля та промисел (зокрема й найцінніші породи лососевих);
- морський транспорт — перехрестя морських торговельних шляхів Далекосхідного регіону (Камчатка, Чукотка, Аляска) та Північного морського шляху з Північного Льодовитого океану, розвинуте каботажне сполучення.[1]

## Дослідження
Головними напрямками наукових досліджень у морі є:
- вивчення біології промислових риб, оцінка запасів та можливість залучення до промислу інших видів;
- вивчення водообміну через протоки Алеутської дуги;
- уточнення сезонної циркуляції глибинних та поверхневих морських вод, генезис та функціонування малих водних вихорів;
- мерзлотне берегознавство;
- гідрологія Анадирської затоки.[1]